# Château de l'Âge-au-Seigneur
Le château de l'Âge-au-Seigneur est une ruine située sur la commune du Grand-Bourg, dans le département de la Creuse, en France.

## Historique
Ses origines remontent au début du XIIe siècle (avec une cave voutée qui serait d'origine).
Le château aurait partiellement brûlé en 1990.

## Autres remarques
Le château fut visité par le blogueur John du site abandonned-france.com en 2017, ce qui permit d'établir un état des lieux général de son état de conservation.